# Dream II
Dream II è un EP del gruppo musicale Pan.Thy.Monium, pubblicato nel 1991.

## Tracce
1. I – 4:26
2. II – 3:31
3. III – 3:46
4. Vvoiiccheeces – 1:29

Edizione statunitense
1. IV – 5:47

## Formazione
- Derelict - voce
- Mourning - chitarra
- Day DiSyraah - basso, tastiere
- Winter - batteria, percussioni, violino